# Herman Konstadt

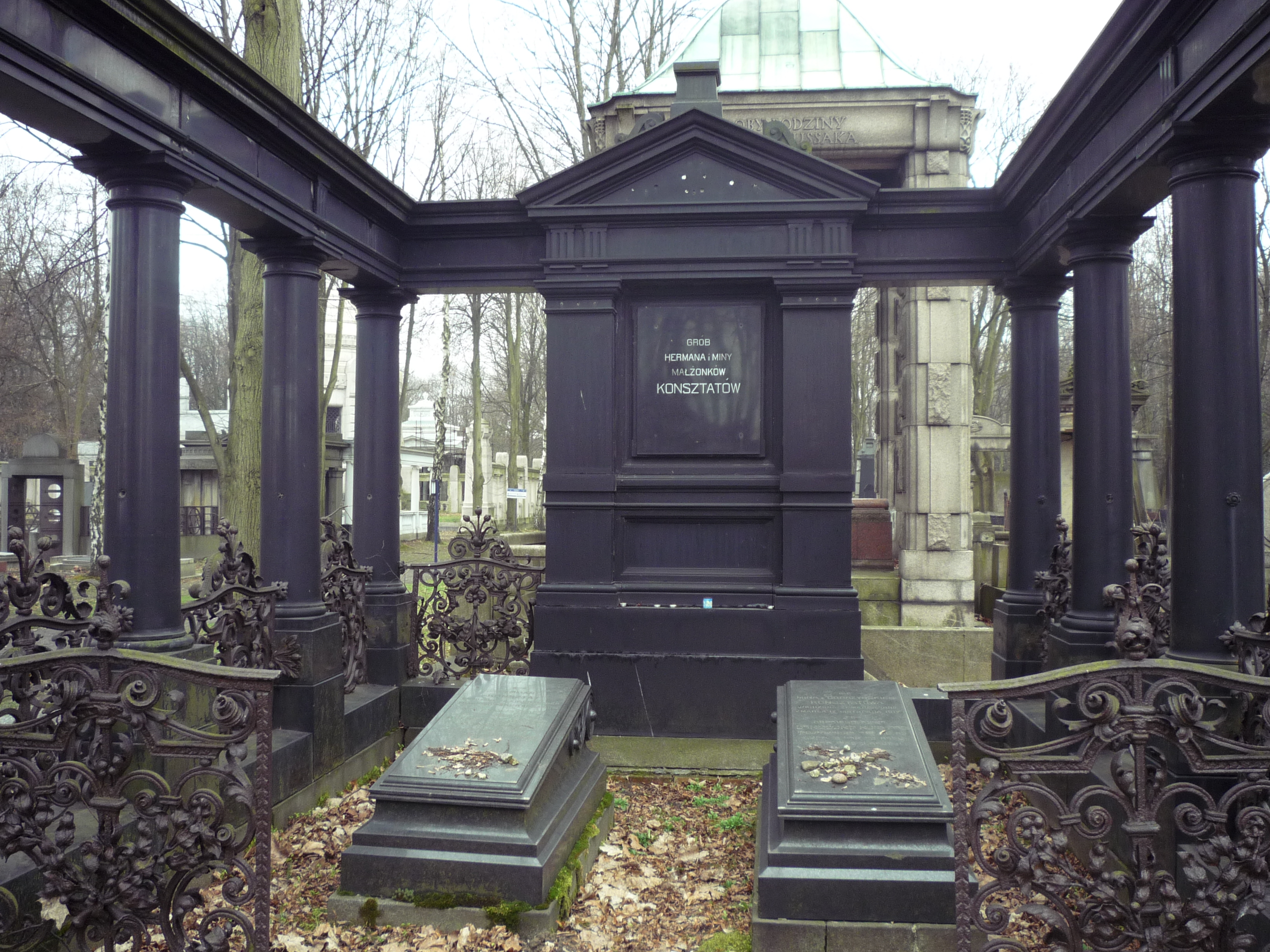
Grób Hermana i Miny Konstadtów (kwiecień 2010)

Herman Konstadt, także Konsztadt lub Konsztat (ur. 1835 w Sieradzu, zm. 20 października 1895 w Łodzi) – polski przedsiębiorca pochodzenia żydowskiego, jeden z założycieli i członek Towarzystwa Kredytowego Miejskiego w Łodzi oraz Banku Handlowego w Łodzi.

## Życiorys
Urodził się w Sieradzu w żydowskiej rodzinie kupieckiej. W latach 50. XIX w. przeniósł się do Łodzi. Tam ożenił się z Miną Dobrzyńską, córką kupca włocławskiego, z którą nie miał dzieci. Wspólnie z kupcem Jakubem Dobranickim założył dom handlowy J. Dobranicki i H. Konstadt. Przy ulicy Nowomiejskiej zbudował budynek, który mieścił dom handlowy, mieszkania właścicieli, a nawet ręczną tkalnię, w której zatrudniono na krótko kilkudziesięciu pracowników. W 1883 ze spółki wystąpił Dobranicki.
W latach 80. XIX w. Konstadt zaliczał się już do najbogatszych ludzi w Łodzi. Nagromadzony kapitał częściowo lokował w nieruchomościach. Przy ulicy Piotrkowskiej 53 kupił zabudowaną posesję za 40 tysięcy rubli. Stał tam drewniany, parterowy dom, za którym ciągnął się pas zieleni. Ten pas zieleni nowy właściciel przekształcił w ogród, a od strony ulicy Piotrkowskiej wybudował dwupiętrowy dom z mansardą, wykuszem i bogatą dekoracją architektoniczną. Tutaj przeniósł swoją firmę handlową z ulicy Nowomiejskiej, gdzie należącą do niego połowę nieruchomości sprzedał po rozwiązaniu spółki z Dobranickim. Swojej rezydencji przy ulicy Piotrkowskiej nie zajmował sam, część pomieszczeń wydzierżawiał różnym firmom handlowym i spółkom.
W latach 70. XIX w. jako przedstawiciel łódzkiej gminy żydowskiej włączył się w organizację ogólnołódzkiego Komitetu Wsparcia Biednych, który po kilku latach przekształcił się w Łódzkie Chrześcijańskie Towarzystwo Dobroczynności. Konstadt podejmował również własne inicjatywy. W 1890 ofiarował gminie żydowskiej nieruchomość wraz z dwupiętrowym domem przy ulicy Średniej 54 (obecnie ulica Pomorska). Był on usytuowany między szkołą Jarocińskich a szpitalem Poznańskich przy Nowotargowej (obecnie ulica Sterlinga). Tak powstał przytułek dla biednych, starców i kalek. Zawiązała się fundacja Dom ubogich, która miała pieczę nad domem i finansami. Oprócz Konstadta w zarządzie znaleźli się także Izrael Poznański, Szaja Rosenblatt, Salomon Barciński, Maksymilian Goldfeder, Jakub Hertz i inni.
Działał w komitecie społecznym, który sprawował opiekę nad ambulatorium przy łódzkim oddziale Rosyjskiego Czerwonego Krzyża, które było przeznaczone dla robotników małych i średnich fabryk. Wspierał finansowo Leonię i Izraela Poznańskich, którzy budowali duży szpital przy ulicy Targowej 1/3 (obecnie ulica Sterlinga). Przekazał znaczne sumy na budowę Wielkiej Synagogi i soboru św. Aleksandra Newskiego. W 1911 Konstadtowie rozpoczęli budowę szpitala dziecięcego na Radogoszczu (ob. szpital im. dr Biegańskiego przy ul. Kniaziewicza).
Należał do członków założycieli Towarzystwa Kredytowego miasta Łodzi i Banku Handlowego. Był zastępcą członka Rady Miejskiej i następnie radnym honorowym oraz kuratorem łódzkich szkół żydowskich. Był kuratorem dwuklasowej męskiej szkoły elementarnej dla dzieci wyznania mojżeszowego. Była to szkoła powszechna nr 1, mieszcząca się początkowo w dzierżawionym lokalu przy ulicy św. Jakuba. Dzięki finansowej pomocy Konstadta przeprowadziła się wkrótce do nowej siedziby przy ulicy Solnej. Tutaj z własnych środków Konstadt wybudował salę gimnastyczną i przez kilkanaście lat płacił pensje nauczycielom gimnastyki i śpiewu. Zabiegał o utworzenie żeńskiej szkoły elementarnej, a kiedy powstała, przez dwa lata utrzymywał ją ze swoich środków.
Za gorliwość okazaną przy dziele budowy cerkwi św. Aleksandra Newskiego w Łodzi przy ul. Widzewskiej (ob. ul. Kilińskiego 56) został odznaczony w październiku 1884 r. Orderem Świętego Stanisława III klasy. Był także kawalerem Orderu Świętej Anny III klasy, który otrzymał w październiku 1888 roku za szczególną troskliwość o dobro instytucyj podległych ministeryum oświaty.
Herman Konstadt zmarł w 1895 w wieku 60 lat. Wcześniej u notariusza sporządził testament, w którym rozporządził swoim majątkiem. Unieruchomił go w taki sposób, by stał się on funduszem wieczystym (Fundacja im. Hermana i Miny małżonków Konstadtów), z którego tylko dochody, to jest procenty, mają być obracane na cele przez niego wskazane. Szkoła przy ulicy Solnej dostała nową siedzibę przy ulicy Zawadzkiej 42 (obecnie ulica Próchnika) i należała do wyróżniających się szkół w Łodzi. Konstadt spoczywa na nowym cmentarzu żydowskim w Łodzi, w grobowcu rodzinnym. Pomnik ufundowała jego żona Mina, która również tutaj została pochowana. Grobowiec według projektu Antoniego Urbanowskiego wzniesiony jest z czarnego granitu, okalają go toskańskie kolumny, a na płycie centralnej zachował się czytelny napis – Grób Hermana i Miny małżonków Konsztatów.